# Querella de lullystas y ramistas
La disputa entre lullistas y ramistas (en francés, «querelle des Lullystes et des Ramistes») fue una controversia estética que sacudió el mundo musical parisino del siglo XVIII. La querella surgió a partir de 1733 (fecha del estreno de Hippolyte et Aricie, la primera tragédie lyrique de Jean-Philippe Rameau) y enfrentó a los defensores de la tradición de la Académie royale de musique, fieles a la estética de Jean-Baptiste Lully, que consideraban el estilo de Rameau demasiado «italiano», con los partidarios de éste, deslumbrados por su genio y que reconocían la riqueza y complejidad de su nueva música. La querella musical terminó cuando el rey Luis XV tomó a Rameau a su servicio.

## Latragédie lyrique, un género en el corazón de la disputa
Rameau escribió su primera tragédie lyrique a la edad de 50 años. El estreno de Hippolyte et Aricie en 1733 tuvo una enorme repercusión y las reacciones del público fueron desde el entusiasmo y la admiración a la estupefacción o la indignación. Esta obra desencadenó la larga controversia entre lullystas (o lullistas) y ramistas (en ocasiones denominados provocativamente ramoneurs, término que en francés se aplica a los deshollinadores).
Algunos lullistas reprochaban a Rameau que su música era demasiado erudita y calculada; otros consideraban que su música adquiría demasiada autonomía en detrimento del texto y su significado; para otros, el problema radicaba en su estilo italianizante, alejado del gusto francés de la época. «Las detesto [las óperas nuevas]. Aquello es una algarabía espantosa, no es más que ruido, acaba uno atontado. La orquesta ahoga a las voces. Y ¿cómo pretenden que no acabe hastiado de una ópera en la que no puedo entender ni una sola palabra?» Los conservadores temían también que Rameau eclipsara el repertorio tradicional y, sobre todo, las obras de Lully, considerado el "padre de la ópera francesa" y maestro indiscutible de la tragédie lyrique. Los celos profesionales también tuvieron su parte en el caso de algunos compositores y libretistas, y Rameau encontró igualmente la oposición de algunos intérpretes de ópera. Al respecto se le atribuye la máxima de que para interpretar una ópera de Lully hacen falta actores, mientras que para las suyas, hacen falta cantantes.

## La controversia prosigue
La disputa continuó con las siguientes obras de Rameau, la opéra-ballet Les Indes galantes de 1735, la tragédie lyrique Castor et Pollux de 1737, y alcanzó su punto álgido en 1739 con Dardanus. Sin embargo, Rameau conservó la estructura dramática de la tragédie lyrique tal y como la fijó Lully, en cinco actos y compuesta de los clásicos números (ouverture, récitatif, air, chœur y suite de danses); él se limita a ampliar la paleta expresiva de la ópera francesa. Por ejemplo, los recitativos de Rameau recurren a grandes saltos melódicos y contrastan con el estilo más declamatorio y la expresión contenida de Lully. Esto se escucha claramente, por ejemplo, en el primer recitativo entre Phébé y su criada Cléone en Castor et Pollux (acto I, escena 1 de la versión de 1754). Rameau enriqueció también el vocabulario armónico, sobre todo mediante la utilización de acordes de novena.
Rameau fue objeto de grabados satíricos y libelos y poemas calumniantes (como los de Pierre-Charles Roy). La disputa se fue calmando durante la década siguiente, a medida que el público francés fue acostumbrándose al discurso musical potente y sofisticado del compositor, y a la idea de que un gran teórico podía ser también un gran artista. No obstante, subsisten aún ecos de la controversia tras la década de 1750. Pese a esas turbulencias estéticas, las óperas de Rameau conocieron el éxito y la disputa musical terminó en el momento en que el rey Luis XV tomó a Rameau a su servicio.

## Testimonios contemporáneos de la disputa
Un anónimo escribe en las Observations sur les écrits modernes (1735):

La música es una perpetua magia, en la que no interviene para nada la Naturaleza. No hay nada más escabroso ni escarpado; es un camino en el que se dan tumbos sin cesar. [...] ¡Maravilloso traqueteo el de esta ópera, cuyas arias resultarían de lo más apropiado para minar los nervios de paralítico! ¡Qué diferentes son esas violentas sacudidas de la suave agitación que saben operar Campra, des Touches, Montéclair, Mouret, etc.! La ininteligibilidad, el galimatías, el neologismo pretenden, por lo que se ve, pasar del discurso a la música; es demasiado para mí, me hallo despellejado, desmembrado por esta diabólica sonata que son las Indes Galantes. Me da vueltas la cabeza.
Observations sur les écrits modernes (1735)

El duque de Luynes habla de ello en sus memorias: « La música de Rameau tiene en general gran cantidad de partidarios y hay que reconocer que está llena de armonía. Los aficionados a Lully encuentran que Rameau es a veces singular, y que varias de sus obras están escritas a la manera italiana: tal es el juicio que han emitido sus críticos a propósito de las óperas de su composición que hasta ahora se han estrenado; no obstante, justo es reconocer que es uno de los más grandes músicos con que contamos.»
Diderot, que un tiempo apoyó a Rameau en la disputa, habla de él (a través de seudónimos) en el capítulo 13 de sus Bijoux indiscrets.